# Amhara Media Corporation
Amhara Media Corporation (amarico: የአማራ ሚዲያ ኮርፖሬሽን), nota anche con l'acronimo AMC e precedentemente conosciuta come Amhara Mass Media Agency, è l'ente radiotelevisivo e casa editrice pubblica del Governo della regione degli Amara, in Etiopia. Trasmette in amarico, oromonico, tigrino e inglese.

## Storia
Il canale televisivo Amhara TV e la stazione radiofonica Amhara Hiber furono creati nel 1993 allo scopo di promuovere sviluppo, pace e democratizzazione nella regione degli Amara. La società gerente delle due emittenti in origine si chiamava Amhara Mass Media Agency (AMMA).
Nel 2020 l'azienda fu ribattezzata "Amhara Media Corporation" (AMC).
Nel 2020 si riteneva che AMC tendesse a favorire gli interessi del Governo della regione degli Amara e ad essere indipendente dai media dello Stato federale. Si riteneva che la filiale di Addis Abeba, creata nel 2016, promuovesse gli interessi della popolazione di etnia amara, sostenendo il giornalista e politico Eskinder Nega.
Analogamente ad altri importanti media regionali in Etiopia, AMC ha usato la vittimizzazione per presentare gli amari come vittime, e l'esternalizzazione, attribuendo gli incidenti occorsi nella regione degli Amara esclusivamente ad attori di altre regioni, omettendo di offrire altre prospettive.
Nel 2010 debuttò su Amhara TV il programma Yeketemoch Mederek, forum di discussione pubblica tra funzionari locali e pubblico e illustrando anche materiale da altri forum. I forum erano solitamente visti positivamente dal pubblico: veniva loro attribuita un influsso positivo nel miglioramento dell'amministrazione locale.
Nel 2019 AMC sostenne il nuovo Partito della Prosperità.

## Servizi

### Televisione
| Nome      | Sede      | Тipo        | Lancio | Lingua                                |
| --------- | --------- | ----------- | ------ | ------------------------------------- |
| Amhara TV | Bahir Dar | generalista | 1993   | amarico, oromonico, tigrino e inglese |

### Radio
| Nome         | Sede      | Тipo        | Lancio | Lingua                                |
| ------------ | --------- | ----------- | ------ | ------------------------------------- |
| Amhara Hiber | Bahir Dar | generalista | 1993   | amarico, oromonico, tigrino e inglese |

## Ricezione

### Digitale terrestre
La radio di Amhara Media Corporation trasmette in AM e FM, mentre la televisione usa la tecnologia DVB-T HD.

### Satellite[4]
| Satellite          | NSS 12    | NSS 12    | NSS 12    | NSS 12    | Eutelsat 36B | Eutelsat 7C |
| Posizione orbitale | 57.0° E   | 57.0° E   | 57.0° E   | 57.0° E   | 35.9° E      | 7.0° E      |
| Canali             | Amhara TV | Amhara TV | Amhara TV | Amhara TV | Amhara TV    | Amhara TV   |
| Frequenza          | 3932 L    | 11165 H   | 11545 H   | 11605 H   | 11958 V      | 11595 H     |
| SR                 | 3920      | 45000     | 45000     | 45000     | 27500        | 30000       |
| FEC                | 2/3       | 3/4       | 5/6       | 5/6       | 3/4          |             |
| Modulazione        | QPSK      | QPSK      | QPSK      | QPSK      |              | QPSK        |

### Streaming
Amhara Media Corporation in streaming.